# Декакарбонилдирений
Декакарбонилдирений — неорганическое соединение, карбонильный комплекс рения состава Re2(CO)10. Белые кристаллы, не растворимые в воде.

## Получение
- Действие на оксид рения(VII) монооксидом углерода под давлением:

{\displaystyle {\mathsf {Re_{2}O_{7}+17CO\ {\xrightarrow {250^{o}C,p}}\ Re_{2}(CO)_{10}+7CO_{2}}}}
- Восстановление перрената калия монооксидом углерода под давлением:

{\displaystyle {\mathsf {2KReO_{4}+17CO\ {\xrightarrow {250-270^{o}C,p}}\ Re_{2}(CO)_{10}+K_{2}CO_{3}+6CO_{2}}}}

## Физические свойства
Декакарбонилдирений образует белые кристаллы, не растворимые в воде, растворимые в органических растворителях (гексан, диоксан).

## Химические свойства
- Разлагается при нагревании:

{\displaystyle {\mathsf {Re_{2}(CO)_{10}\ {\xrightarrow {250-420^{o}C}}\ 2Re+10CO}}}
- Реагирует с концентрированной азотной кислотой:

{\displaystyle {\mathsf {Re_{2}(CO)_{10}+34HNO_{3}\ {\xrightarrow {}}\ 2HReO_{4}+10CO\uparrow +34NO_{2}\uparrow +16H_{2}O}}}
- Окисляется кислородом:

{\displaystyle {\mathsf {2Re_{2}(CO)_{10}+17O_{2}\ {\xrightarrow {400^{o}C}}\ Re_{2}O_{7}+10CO_{2}}}}
{\displaystyle {\mathsf {2Re_{2}(CO)_{10}+7O_{2}+4NaOH\ {\xrightarrow {}}\ 4NaReO_{4}+20CO\uparrow +2H_{2}O}}}
- Реагирует с галогенами:

{\displaystyle {\mathsf {Re_{2}(CO)_{10}+Cl_{2}\ {\xrightarrow {}}\ 2Re(CO)_{5}Cl}}}